# Étienne Ier de Baugé

Étienne Ier de Baugé (aujourd'hui Bâgé), (Stephanus), né dans la seconde moitié du XIe siècle à Baugé, et mort à l'abbaye de Cluny en 1139 ou 1140, est un évêque d'Autun et un écrivain liturgique. Il est issu de la famille de Baugé.

## Biographie
Étienne était le fils de Jocerand (Gaucerannus), seigneur de Baugé en Bresse. Il était l'oncle de l'archevêque de Lyon, Humbert de Baugé (1148-1153).
En 1112, il est nommé évêque à Autun.
En 1115, il est présent au synode de Tournus en tant qu'évêque d'Autun.
En 1116, le pape Pascal II lui écrit une lettre depuis le palais du Latran, dans laquelle, le pape place le diocèse d'Autun sous sa protection spéciale et confirme divers privilèges à Stephanus.
En 1120, il fait entreprendre la construction de la cathédrale d'Autun qui sera consacrée par le pape Innocent II en 1131.
En 1129, Stephanus a été parmi les prélats qui ont assisté au couronnement de Philippe, fils aîné de Louis VI de France.
En 1136, il renonce à sa charge ecclésiastique et se retire au monastère de Cluny où il est accueilli par Pierre le Vénérable.

## Sources
- Gallia Christiana, IV, 389 ;
- Louis Duchesne, Fastes Episc., I, 339 ;
- Rémy Ceillier, Auteurs Sacrés, XIV (Paris, 1863), 304.
- Hist. Litt. de la France, XI (Paris, 1759), 710